# فرانكو سيماتوفيتش
فرانكو «فرينكي» سيماتوفيتش (بالصربية: Франко "Френки" Симатовић)‏؛ من مواليد 1 أبريل 1950) هو ضابط مخابرات صربي سابق من أصل كرواتي وقائد وحدة العمليات الخاصة (JSO) التابعة للشرطة في جهاز خدمة أمن الدولة اليوغوسلافية (RDB) في الفترة 1991-1998.
يُحاكم سيماتوفيتش إضافة للرئيس السابق لجهاز أمن الدولة (SDB) يوفيكا ستانيسيتش أمام المحكمة الجنائية الدولية ليوغوسلافيا السابقة بتُهمة ارتكاب جرائم حرب في حرب الاستقلال الكرواتية وحرب البوسنة والهرسك في الفترة 1991-95. قضت المحكمة في حُكمها الابتدائي في 30 مايو 2013 ببراءة سيماتوفيتش، ولكن أُلغي الحُكم في 15 ديسمبر 2015 بعد قبول الاستئناف الذي قدمه المُدعين. بدأت إعادة المحاكمة أمام آلية الأمم المتحدة للمحاكم الجنائية الدولية (MICT) في 13 يونيو 2017.